# Wildcats de Weber State
Les Wildcats de Weber State (en anglais : Weber State Wildcats) sont un club omnisports universitaire de l’université d'État de Weber (en anglais : Weber State University ou WSU). L'université est basée à Ogden dans le comté de Weber, en Utah aux États-Unis. Les équipes des Wildcats participent aux compétitions universitaires organisées par la National Collegiate Athletic Association. Weber Sate fait partie de la conférence Big Sky Conference pour l'équipe de football américain et de basketball.